# Selah B. Strong
Selah Brewster Strong (ur. 1 maja 1792 w Brookhaven, zm. 29 listopada 1872 w Setauket w Long Island) – amerykański adwokat, polityk, członek Partii Demokratycznej.

## Działalność polityczna
W okresie od 4 marca 1843 do 3 marca 1845 przez jedną kadencję był przedstawicielem 1. okręgu wyborczego w stanie Nowy Jork w Izbie Reprezentantów Stanów Zjednoczonych.